# Wartena
Wartena (officieel, Fries: Warten) is een dorp in de gemeente Leeuwarden, in de Nederlandse provincie Friesland. Warten ligt ten zuidoosten van de stad Leeuwarden, aan het Wartenaagsterwijd, dat van Leeuwarden naar het Prinses Margrietkanaal loopt. Ten zuiden van Wartena ligt het natuur- en watersportgebied Nationaal Park De Oude Venen.
In 2023 telde het dorp 890 inwoners. Direct ten westen van Wartena ligt de buurtschap Midsburen.

## Geschiedenis
Wartena is ontstaan op een terp, die al voor het jaar 1000 bewoond werd. Het dorp was vooral op de landbouw gericht. Pas in de 19e eeuw werd het dorp via goede verbindingswegen over land bereikbaar. In de 20e eeuw werd het toerisme belangrijk.
De oudste vermelding van het dorp dateert uit 1412 als Wartena. In 1538 kwam de spellingswijze Warthena en in 1579 Wartna voor. De plaatsnaam verwijst naar het geslacht/de familie Wartena.
Tot de gemeentelijke herindeling in 1984 maakte Wartena deel uit van de toenmalige gemeente Idaarderadeel, die toen opging in de gemeente Boornsterhem. Op 1 januari 2014 is deze gemeente opgeheven, waarop Wartena onderdeel is geworden van de gemeente Leeuwarden.
In 1989 werd door de gemeente Boornsterhem de officiële naam van de plaats gewijzigd in het Friestalige Warten. In de gemeente Leeuwarden zijn de Nederlandse plaatsnamen de officiële, behalve voor de plaatsen die overgenomen werden van de opgeheven gemeente Boornsterhem, waarbij de officiële status van de Friestalige namen werd gehandhaafd.

## Kerk

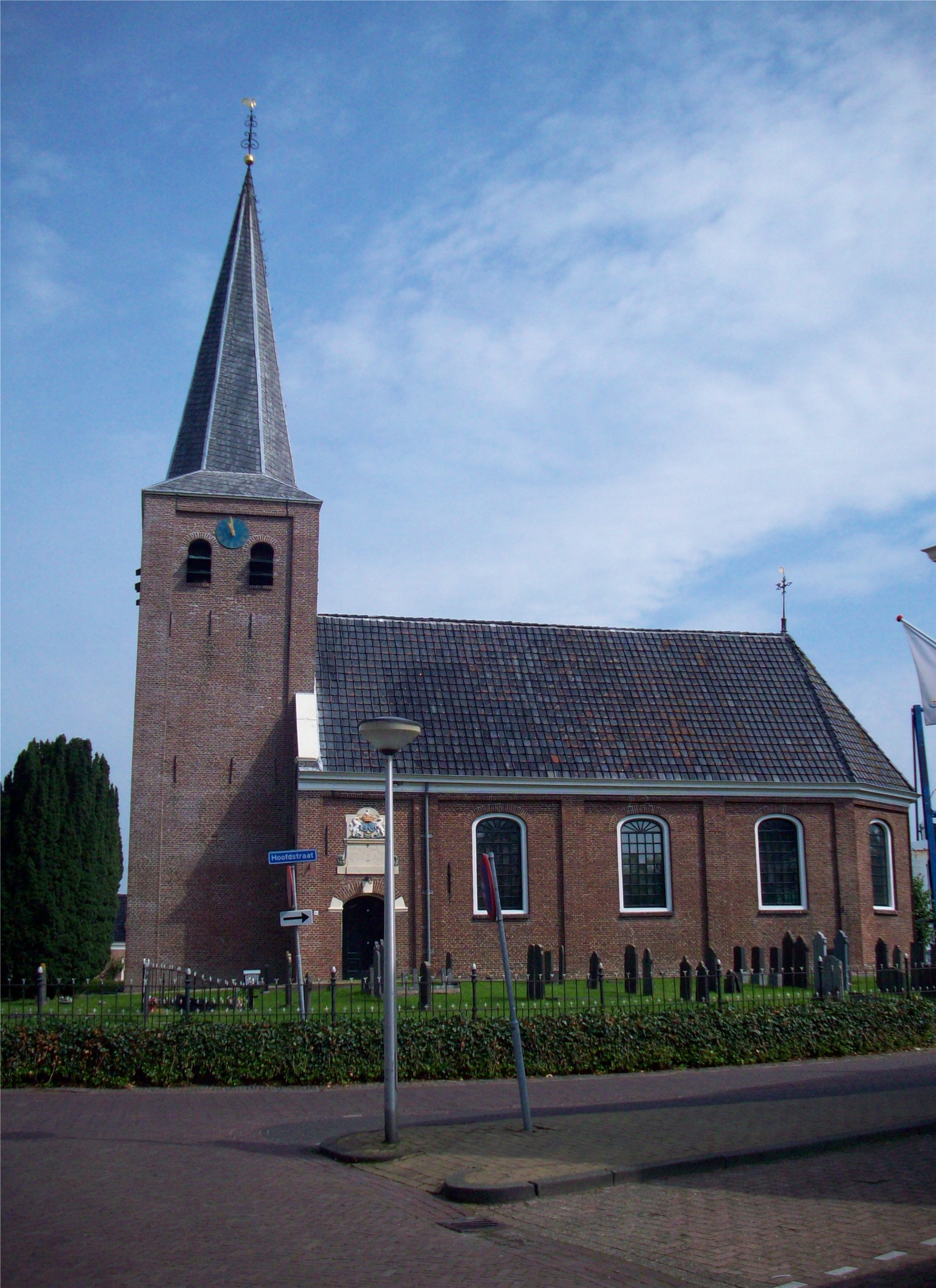
Hervormde kerk

De huidige Hervormde kerk dateert van 1770. Bij de bouw werden delen van de middeleeuwse voorganger hergebruikt.

## Langhuis
In Wartena staat het laatst overgebleven complete langhuis, ook wel oude of gewone Friese boerenhuis of vakkenhuis genoemd. Het langhuis in Wartena is gedateerd op 1725. In de zestiende en zeventiende eeuw werd dit type boerderij aangeduid als huizinge. Het langhuis bestaat uit drie delen. Het woongedeelte heet het binnenhuis, het tussengedeelte waar vaak de boterproductie plaatsvond heet het middenhuis, en de stal en schuur heet het buitenhuis. Hooi werd naast het langhuis opgeslagen in een hooiberg of (aangebouwde) hooischuur. Het langhuis van Wartena heeft een losstaande hooiberg met verschuifbaar dak. Het langhuis is onderdeel van Museum Warten.

## Molens
Ten zuidoosten van het dorp staat in De Alde Feanen de molen De Ikkers, een oorspronkelijk uit de achttiende eeuw daterende spinnenkopmolen. In de buurt staat een romp van de molen Polder 80, wat ook een spinnenkopmolen was. Deze molen uit de 19e eeuw werd in 1952 voor deel gesloopt waardoor er alleen nog een romp over is.
Dieper in het nationale park staat de Windmotor Hooidamsloot.

## Scheepswerf
In de buurtschap Midsburen was vanaf 1907 een scheepswerf gevestigd waar onder andere skûtsjes, sleepboten en coasters werden gebouwd. Ook MS Sier werd hier gebouwd. In 2003 ging de werf failliet.

## Watersport
Vanuit de Jachthaven Wartena kan men met het op zonne-energie varende fiets- en voetveer "De Oerhaal" het Nationaal Park De Oude Venen bereiken. Het hierop aansluitende (fiets)pad gaat langs het water van de Langesloot richting Eernewoude. Aan de Rogsloot zit de Jachthaven Wartena.

## Sport
De korfbalvereniging Mid-Fryslân werd in 2012 opgericht en bedient de dorpen Akkrum, Grouw en Roordahuizum.

## Onderwijs
Het dorp heeft een basisschool, met de naam De Finne.

## Bevolkingsontwikkeling
| 1999 | 2002 | 2004 | 2005 | 2006 | 2007 | 2008 | 2009 | 2012 | 2018 | 2019 | 2021 | 2023 |
| ---- | ---- | ---- | ---- | ---- | ---- | ---- | ---- | ---- | ---- | ---- | ---- | ---- |
| 988  | 997  | 1022 | 1014 | 998  | 1003 | 996  | 991  | 948  | 905  | 900  | 925  | 890  |

## Geboren in Wartena
- Sipke Castelein (1910-1995), schaatser (winnaar elfstedentocht 1933)
- Jeen Nauta (1926-1986), schaatser
- Pieter Bergsma (1927-2012), dammer
- Piter Boersma (1947), schrijver, tijdschriftredacteur en lexicograaf
- Marit Bouwmeester (1988), zeilster